# Mireia Boya Busquet
Mireia Boya Busquet (Saint-Gaudens, Francia, 28 de julio de 1979) es una activista y política española.  Es, actualmente, directora general de Calidad Ambiental y Cambio Climático del gobierno autónomo de la Generalidad de Cataluña. Anteriormente fue concejala del municipio leridano de Lés y diputada del Parlamento de Cataluña. También formó parte del secretariado nacional de la Candidatura de Unidad Popular (CUP).

## Biografía

### Familia
Es hija de Ernesto Boya y de la política María Pilar Busquets, luchadora por el reconocimiento de la identidad aranesa y primera diputada que utilizó la lengua aranesa en el Parlamento de Cataluña. También es hermana de Jusèp Boya Busquet, director general de Archivos, Bibliotecas, Museo y Patrimonio de la Generalitat en 2016.

### Trayectoria académica y profesional
Se licenció en Ciencias Ambientales por la Universidad Autónoma de Barcelona (2002), máster en Landscape design (Montreal, 2004) y es doctora en gestión y ordenación del territorio por la Universidad de Montreal desde 2009. En el ámbito profesional, es consultora y profesora asociada del Departamento de Humanidades de la Universidad Pompeu Fabra.
Desde finales de 2022 es directora general de Calidad Ambiental y Cambio Climático del gobierno autónomo de la Generalidad de Cataluña, en España.

### Trayectoria política
Fundadora y excoordinadora de la Asamblea Nacional Catalana en el Valle de Arán y concejala en el Ayuntamiento de Lés por la formación Corròp, de carácter asambleario y encuadrada en el nacionalismo occitano. En las elecciones al Parlamento de Cataluña de 2015, fue candidata de la CUP-CC por la circunscripción de Lérida, tras una votación en primarias. Boya, que iba en el segundo lugar de la lista en su circunscripción, no resultó elegida pero el 18 de diciembre de 2015, durante las tensas negociaciones entre la CUP y la coalición independentista Junts pel Sí, Ramon Usall, número uno por Lérida de la CUP, renunció al acta de diputado por razones personales. De esta manera, Boya ocupó el puesto de parlamentaria autonómica. Participó en septiembre y octubre de 2017 en los plenos del Parlament que fueron recurridos ante el Tribunal Constitucional.
En febrero de 2018 fue elegida miembro del Secretariado Nacional de la CUP como candidata independiente con 662 votos. Dimitió del cargo en marzo de 2019 tras denunciar el acoso de un compañero de la organización.

### Defensora del nacionalismo occitano
Defensora de la nación occitana, defiende un «proyecto de país con dos lenguas propias», un país que mire «hacia el norte, a Occitania».

### Causa judicial
El 22 de diciembre de 2017, el Juez Pablo Llarena del Tribunal Supremo de España acordó la investigación (antes imputado) por rebelión a Mireia Boya (presidenta del grupo parlamentario de la CUP), Artur Mas (presidente del PDeCat), Marta Rovira (secretaria general de ERC), Anna Gabriel (portavoz de la CUP), Marta Pascal (coordinadora general del PDeCat), y Neus Lloveras (presidenta de la Asociación de Municipios por la Independencia (AMI) por “pertenecer al equipo organizador del referéndum independentista celebrado el pasado 1 de octubre de 2017 y con un rol decisivo en el plan secesionista, cuya hoja de ruta fue anulada por el Tribunal Constitucional de España”. Declaró como investigada el 14 de febrero de 2018, quedando en libertad sin medidas cautelares.